# Список персонажей сериала «Время приключений»

Основные персонажи «Времени приключений»

«Время приключений с Финном и Джейком» — американский анимационный сериал, созданный Пендлтоном Уордом для канала Cartoon Network в 2010 году. Сериал отличается проработкой целой вселенной с большим количеством «королевств» — отдельных земель, населённых различными расами.

## Главные герои

### Финн
Финн Мёртенс Кэмпбелл (англ. Finn Mertens Campbell), также известный как Финн Человек (англ. Finn the Human, в русском переводе Cartoon Network чаще Финн Парнишка) — главный герой мультсериала, один из нескольких немутировавших людей в Землях Ооо. Финну 17 лет (в пилотном эпизоде ему было 12 лет, начиная с эпизода «Таинственный поезд» (2-й сезон, 19-я серия) — 13, в 5-м сезоне — 14, в начале 6-го — 15, а в конце 6-го — уже 16). Он был найден родителями Джейка в младенческом возрасте в лесу. В сюжетной арке «Острова» показана причина прибытия на Земли Ооо. Финн является одним из нескольких немутировавших людей на Земле (в Ооо «натуральным» человеком до конца сериала и прибытия людей с Острова Основателей была ещё Бетти, попавшая из прошлого в 5-м сезоне; а, например, старик Мо и Сильная Сьюзен — киборги). В прошлых жизнях был кометой, бабочкой и девушкой-наёмницей по имени Шоко, а в будущем станет Шермом.
Финн носит голубую футболку, синие шорты, белые носки с чёрными ботинками и сделанную из головы игрушечного белого медведя шлемовидную шапку с ушками (в ней его нашли родители Джейка) — он считает эти уши своими собственными и, к примеру, закрывает их, чтобы не слышать чьи-то разговоры. В 10-м эпизоде 5-го сезона шапка ожила и Финн назвал её Чувачком (Чудиком). В холодную погоду надевает розовый свитер, защищающий от влияния зла и связанный для него Принцессой Бубльгум в серии 2.25 «Смертельная оплошность». Из снаряжения берёт с собой зелёный рюкзак (в котором, кроме кучи полезных вещей, носит музыкальную шкатулку мамы), из оружия — золотой меч или меч с рукоятью в виде древесной ветки (пока не сменил старые мечи на демонический, в 45-й серии 5-го сезона появился травяной клинок, а далее Финн-клинок, а потом получил от Мятного Лакея новый демонический меч). Когда Финн впервые снял шапку (в серии «Древесная ведьма»), оказалось, что у него длинные золотистые волосы, которые он в этой же серии остриг (для спасения Джейка от ведьмы) и начал отращивать заново. Чтоб подшутить над Джейком в ответ на его шутку, создал КШР — Кексо-швырялочного Робота.
Финн считает себя героем, и из этого определения исходят все его поступки. Он не очень умён, и сам признаёт это, зато смел (хотя позже выяснилось, что он страдает талассофобией и коулрофобией) до безрассудства и видит смысл жизни в помощи всем, кто в этом нуждается. Он добр и чувствителен, хотя с врагами может быть жестоким и злым. Финн любит драки, но не способен причинять вред невинным. Он может сорваться и обидеть кого-нибудь, но в таком случае быстро раскаивается и просит прощения. Финн относится ко всем заведомо хорошо, Джейка считает братом и лучшим другом, а его отца — Джошуа, своим отцом. До последней серии третьего сезона был довольно безнадёжно влюблён в Принцессу Бубльгум, поэтому Джейк решил найти для Финна новую подругу и отправился в Огненное Королевство, где нашёл Принцессу Пламя. Также Финн близко дружит с Марселин.
Финн обожает приключения и неустанно ищет их. Он не боится препятствий и предпочитает решать проблемы по мере их поступления. Несмотря на юный возраст, очень силён физически, умеет обращаться с оружием, увлекается ниндзюцу, как и Снежный король. Джейк также любит ниндзюцу. Финна считают героем в Земле Ооо, и постоянно зовут на помощь (например, принцессы). В серии 08b пятого сезона попал в альтернативную вселенную, где всё состоит из подушек, женился там, состарился и умер, после чего попал обратно в Ооо, снова став четырнадцатилетним. В альтернативной реальности Финн — обычный мальчик с механической рукой, который одет в ту же бессменную белую шлемовидную шапку, тёмно-бирюзовую кофточку, оборванные снизу синие штаны и рюкзак тёмно-зелёного цвета. Финн лишился правой руки в серии «Побег из Цитадели». В 6-й серии 6-го сезона рука отросла из остатка травяного меча. В рассказах Снежного Короля Финн становится Фионной. В одной из серий испытывает эффект Пуркине (это видно из спора Финна и Джейка насчёт цвета камня). Помимо приключений, Финн любит танцевать, петь (может настраивать тембр своего голоса после того, как проглотил мини-компьютер в серии 1.6 «Трясунчик»), играть в компьютерные игры на БиМО. Он умеет играть на флейте (что видно из серии «Узники любви»), исполнять битбокс и может собрать примитивный механизм из запчастей. В сюжетной арке «Элементы» он на время стал огненным и чуть не подвергся превращению в сладкого, но благодаря совместными усилиями Принцессы Пупырчатого Королевства, сладкой версии Марселин (она называлась Маршмелин — Королевой Чаепития) и Боннибель, вернулся вместе со всеми в обычную форму.

### Джейк
Джейк Пёс (англ. Jake the Dog; озвучивает Джон Ди Маджо) — как и Финн, главный герой мультсериала, мутировавший волшебный пёс, лучший друг Финна и его сводный брат. Выглядит как золотистый бульдог с большими глазами. В 1-м сезоне ему 28 лет, в 5-м — 30. По его словам в серии 1.21, носит невидимые штаны из паутины, сотканные пикси. Джейк умеет растягиваться и управлять своим телом, заставляя его принимать любую форму. Но, как показано в некоторых сериях, чрезмерное растяжение может его убить, так как затрагивает внутренние органы и конечности. В серии 6.8 «Бюро расследований Джошуа и Маргарет» оказалось, что он родился из головы отца после укуса инопланетного монстра. В серии 10.10 «Джейк, Дитя Звёзд» тот пришелец назвался его биологическим отцом и обманом пытался высосать силу эластичности, чтобы омолодиться. У Джейка есть брат Джермейн, который после смерти отца стал охранять его трофеи. В сериях «Таинственный поезд» (2.19) и «Адское пламя» (3.26) Джейк изогнул часть своего тела так, что сымитировал другое существо. Долго он думал, что свои магические способности получил, извалявшись в волшебной луже (серия 1.14 «Ведьмин сад»). Также обладает тонким обонянием и способен учуять предметы на расстоянии в несколько миль. В эпизоде 1.23 «Сон в дождливый день» смог претворить свои фантазии в реальность, однако невидимую другими. Любит мороженое, больше всего боится вампиров, в том числе Марселин.
Джейк прекрасно играет на альте, даже может заклинать змей и мангустов. Также в серии «Сильная Сьюзен» он играл на акустической гитаре, в серии «Воспламенение» — на укулеле, а в серии «Три ведра» — на вувузеле. Ещё хорошо играет в «Карточные Войны». Джейк единственный в Ооо, не считая Принцессы Бубльгум, Леди Ливнерог и её родителей, кто умеет говорить и писать на корейском, и это помогает ему общаться со своей возлюбленной — Леди Ливнерог. В начале 5-го сезона у них родились 5 помесей щенков и ливнерогов.
В серии 6.18 «Джейк вездесущий» Волшебный Чел, сделав Джейку инъекцию зелья, создал внутри него альтернативную вселенную, состоящую только из прототипов Джейка и его тела в целом, там у него был лучший друг, учёные, король, музыканты и прочие прототипы Джейка. Все они выглядели как Джейк, но имели другие формы, размеры и голоса. В этой серии он сымитировал около двухсот прототипов. Все они обратно слились с ним, после того, как учёные отправили Джейка наружу, потому что он начал растягиваться.
Характер у Джейка спокойный, он предпочитает ни о чём не беспокоиться и плыть по течению. Ему бывает трудно сосредоточиться, так как он не желает прикладывать к чему-либо усилий. Джейк часто выступает в роли наставника Финна, когда у того случаются неприятности, Джейк утешает его, иногда с помощью песни, и даёт советы. Впрочем, порой эти советы оказываются глупыми, бесполезными и даже опасными. Джейк может не прийти на помощь Финну из-за собственного эгоизма и лени, но в последний момент всё же пересиливает себя и спасает друга. Джейк обладает хорошим чувством юмора и любит шутить в драматический момент или над кем-нибудь. Также Джейк не такой праведный, как Финн. Он не испытывал угрызений совести, когда в серии «Город воров» украл сапоги, а в серии «Яблочный вор» упоминает, что много воровал раньше (пока не узнал, что воровать плохо) и имел банду. Из-за магических способностей Джейк обладает иммунитетом от заклятия короны Снежного Короля. В альтернативной реальности Джейк — обычный бульдог. В рассказах Снежного Короля Джейк становится кошкой Пирожком (англ. Сake). Спустя 1000 лет у него есть много потомков, которые живут в Королевстве щенков, как заметно из «Шказок 1000+» и начальной заставки «Пойдём со мной» (в которой действует принцесса щенков Бэт). Подробнее это королевство впервые показано в 9-й серии «Фионны и Пирожка»(там был показан в потрете 1 из внуков Джейка).

## Основные герои

### Принцесса Бубльгум
Принцесса Бубльгум (англ. Princess Bubblegum (PB) — Принцесса Жвачка. Полное имя — Боннибель Бубльгум (Bonnibel Bubblegum). Озвучивает Хинден Уолш. В пилотной серии — Пейдж Мосс. Маленькую Принцессу озвучивает Изабелла Акрес) — правительница Конфетного королевства. В первых сезонах говорилось, что ей 18 лет, но в серии «Хранилище» Финн узнаёт, что ей несколько сотен лет (а может и больше). Она выглядит, как человек, но состоит из сладкой биомассы, а волосы сделаны из жвачки.
Принцесса Бубльгум — справедливая и милостивая правительница. Она любит своих подданных, неустанно охраняет и защищает их. Она добра и ласкова со всеми и придерживается строгих моральных принципов. Однако, если Жвачку разозлить, проявляется тёмная сторона её натуры. Может посадить кого-нибудь в темницу или убить (например, вредителей в одноимённой серии 7.2), даже если он ни в чём не виноват, но, как ей кажется, является потенциальной угрозой (5.46 «Погремушкин»). В серии «Герцог орехов» ставшая лысой и зелёной Принцесса вела себя как сумасшедшая, желая во что бы то ни стало наказать виновного в произошедшем. Её речь литературна, но Принцесса может выругаться и отпустить пикантную шутку. В серии «Слишком юная» она била в живот и унижала Лимонохвата, не испытывая при этом угрызений совести. Также, будучи обычно сдержанной и воспитанной, с друзьями Принцесса ведёт себя более свободно.
У неё исследовательский характер, и свободное от правления время она посвящает науке. Иногда её эксперименты заканчиваются катастрофой, как в первой серии «Заварушка на пирушке», когда изобретённая ей антитрупная мазь превратила мёртвых жителей Конфетного королевства в зомби. Тем не менее, большинство её изобретений работают, она имеет научную степень в Гликомике, эрудированна в самых разных областях знаний и использует в речи сложные термины, что иногда мешает друзьям понять её. Также она знает немецкий и корейский (причём на немецком говорит преимущественно в моменты сильного волнения или гнева, а корейский язык использует, чтобы общаться с Леди Ливнерог, на которой катается верхом). Иногда катается на своей птице по имени Завтра.
Принцесса обычно одевается в традиционные придворные платья в розовых тонах, но в более свободной обстановке носит современную одежду. Также у неё есть специальные костюмы для проведения научных экспериментов, а на ночь она надевает рокерскую футболку, подаренную ей Марселин. Позже футболка была отдана колдунье в обмен на медвежонка Хамбо. Волосы она носит распущенными, иногда изменяя причёску. Также у Принцессы Бубльгум есть растение, съев цветок которого, можно получить новую причёску (эпизод 2.17 «Смерть в расцвете»). На голове всегда носит золотую корону с голубым камнем, который защищает её разум от пси-воздействий Лича. О её прошлом упоминается немного, хотя в мультсериале присутствуют её родственники (например Дядя Гамбалд (Gumbald), впервые упомянутый в серии «Сильная Сьюзен»), а также упоминания о том, что это она построила Конфетное королевство и создала Конфетных стражей. В рассказах Снежного Короля становится Принцем Гамболом. До последней серии 3-го сезона являлась объектом любви Финна.
В 1-й серии 7-го сезона показано её появление на свет вместе с аутичным и неимоверно трусливым братом Недди, который сотни лет сосёт центральное дерево королевства и производит живительный сок, выросши в «дракона» с крылышками.
В конце сериала в ходе битвы с монстрами ГОЛБа Боннибель и Марселин признаются друг другу в любви.

### БиМО
БиМО (англ. BMO, читается как «Бимо» (что созвучно с «be more», «быть чем-то бо́льшим», и обыграно в серии с таким названием); озвучивает Ники Янг) — консолевидный робот, живущий с Финном и Джейком. Его внешний вид совмещает в себе Game Boy Color и Macintosh. Обычно Финн и Джейк играют на нём в видеоигры, но БиМО может выполнять функции разных электроприборов (будильника, видеомагнитофона и т. д.). Может отправлять реальных существ в виртуальный мир и наоборот (2.16 «Хранители солнечного света»). Также, если снять с БиМО лицевую панель, его можно использовать как синтезатор, нажимая на контакты печатной платы. Когда Финн и Джейк уходят, БиМО разговаривает со своим отражением Футболом, и играет, как будто тот — настоящий мальчик. В одной из серий Финн забирал БиМО с футбола, которым, видимо, робот увлекается. Также БиМо увлекается кунг-фу. На английском языке робот разговаривает с корейским акцентом. БиМО — друг Финна и Джейка, он иногда участвует в их приключениях и даже находит свои собственные. В своём аккаунте на сайте Formspring Адам Муто подтвердил отсутствие пола у БиМО, в то время как персонажи сериала обращаются к нему, используя местоимения как женского, так и мужского рода. В серии «BE MORE» его создатель, Мо, рассказал, что БиМО особенный тем, что запрограммирован на чувства веселья, радости, страха и др. Создатель БиМО, Мозеф Местро Джиованни или Мо, на момент событий серии — очень старый человек с парализованными ногами и роботами, заменяющими сердце (сердце и кардиомонитор прикреплены на груди, манометр и робот-груша ходят за ним, соединённые с хозяином шлангами). БиМО, в отличие от большинства остальных роботов, созданных Мо, существует в единственном экземпляре и создан, чтоб дарить любовь и веселиться. В сюжетной арке «Острова» помогал героям. В конце сериала сделал то, чего не сделал его буйный и невоспитанный «брат» АМО — по завещанию Мо отправил его записанный разум в космос.
В последней серии 10-го сезона спустя 1000 лет после событий сериала новые герои (Шерми и Бэт) отправляются на поиски Короля Ооо, чтобы он им рассказал о старом предмете, который они случайно нашли. Дверь им отрывает БиМО, который рассказывает, что эта металлическая рука принадлежала его лучшему другу «Филу» (Финну), который был удивительным героем до самого конца.

### Марселин
Марселин Абадир (англ. Marceline the Vampire Queen; озвучивает Оливия Олсон, маленькую Марселин озвучивает Ава Акрес, старуху — Клорис Личмен, молодую версию — Одри Беннетт) — Королева вампиров, рок-музыкант, подруга Финна и Джейка. Ей около 0 лет, однако выглядит она примерно на 18—21 год. Как и Ледяной Король, жила ещё до Войны Грибов (the Great Mushroom War) и пережила её. Марселин любит рок-музыку, играет на бас-гитаре и пишет песни. У неё три бас-гитары, но чаще всего она играет на той, что сделана из топора её отца, с которым она в ссоре.

### Принцесса Пупырчатого королевства
Принцесса Пупырчатого королевства (ППК) (англ. Lumpy Space Princess (LSP), Принцесса Бугристого пространства (ПБП); Пупырка; озвучивает Пендлтон Уорд) — похожая на сиреневое облако со звездой на лбу, знаком королевского рода, которая позволяет ей парить на небольшом расстоянии от земли, подруга Принцессы Жвачки, а также Финна и Джейка. В некоторых сериях пытается безуспешно влюбить в себя Финна. Обычно ведёт себя как типичный испорченный подросток. Грубая, постоянно думает о любви. Часто находится в плохих отношениях с родителями (в серии «Чудовище» из-за маминых бутербродов убежала из дома и какое-то время жила с волками). Если она укусит кого-нибудь, то пострадавший начнёт превращаться в жителя Пупырчатого королевства. Аналогичные способности имеют все жители королевства. В 9-й серии 9-го сезона (в конце сюжетной линии «Элементы») возвращает жителям Ооо их обычное обличье, побочным эффектом чего стало превращение троих жителей Конфетного королевства обратно в недобрых родственников Принцессы Бубльгум, действующих в 10-м сезоне. В конце сериала стала королевой Пупырчатого королевства.

## Антагонисты

### Снежный Король
Снежный Король (англ. The Ice King, точнее — Ледяной Король; озвучивает Том Кенни, в пилотной серии — Джон Кассир) — правитель Ледяного королевства и главный антагонист сериала до появления Лича. Ему 1044 года. До войны был историком и антикваром Саймоном Петриковым, увлекавшимся суевериями. Он был хорошим и честным человеком в очках, у него была невеста Бетти. Как-то он купил странную корону, инкрустированную драгоценными камнями, у старого работника доков в Северной Скандинавии. Придя домой он надел её, чтобы рассмешить Бетти, но корона стала причиной обморока и дала ему способность видеть разные странности (возможно, так начали проявляться волшебные свойства его глаз волшебника, даруя возможность видеть духов), а его настоящие глаза стали белого цвета. У Петрикова не было никаких воспоминаний о том, что он делал, когда носил корону, но этого было достаточно, чтобы его невеста сбежала. В то же время, именно начавшаяся мутация спасла его от гибели во время войны. Снежный Король владеет магией: может метать молнии изо льда, замораживать предметы, создавать монстров из снега и умеет летать с помощью бороды. Его волшебная сила заключена в короне, которую он старается не снимать. Имеет в своей власти пингвинов и различных ледяных существ. На своём животе из волосков делает вигвамы. Умеет играть на барабанах. Увлекается фанфикшеном, пишет стихи и любит песни Марселин. Он неплохо поёт. В сюжетной линии «Элементы» помогает героям исправить проделки снежного элементаля Терпеливой Св. Пим. В конце сериала благодаря Бетти он превращается обратно в Саймона Петрикова, лишившись личности Снежного Короля, которая переходит к Гантеру.

### Гантер
Гантер (Gunter; озвучивает Том Кенни) — любимый пингвин Снежного Короля (остальные пингвины носят похожие имена, например, Гюнтер, Гунтер). Гантер часто его не слушается, и тогда Снежный Король ставит того в угол или держит взаперти. Любит бить бутылки, играет на ударных установках. В серии «Власть Гантеров» похитил глаз желаний Снежного Короля и захватил мир. В серии «Комната ледяных клинков» (2.11) Гантер снёс яйцо, из которого вылупилось розовое парящее существо, похожее на котёнка с сердечком на лбу. Хансон Абадир назвал его самым злобным и извращённым разумом во всём Ооо и после пощёчины не захотел высасывать его душу. В 40-й серии 6-го сезона выяснилось, что Гантер на самом деле Оргалорг — древнее злое существо, побеждённое Глобом и заточённое в теле пингвина. В 43-й серии при выходе из атмосферы Земли проявилась его истинная гигантская форма, которой он позже лишился. В «Элементах» спасён Снежным Королём от замыслов Св. Пим, и стал помогать Финну в поисках кристалла в ином Огненном королевстве. Но из-за своего тщеславия и атмосферы Огненного королевства стал огненным, а после — сладким. В конце сериала пожелал срастись с Ледяной короной и стал Ледяным Существом (Ice Thing).

### Рикардио
Рикардио (Ricardio; озвучивает Джордж Такеи) — сердце Снежного Короля, получившее самостоятельную жизнь в одноимённом эпизоде в результате попытки приворота Принцессы Бубльгум, сделанного им. Так же как и Король, Рикардио пытается добиться сердца принцессы, но в более прямом смысле — ему нужно само сердце, но Финн и Джейк спасли её, а Рикардио вернули Королю. Позднее Рикардио вернулся в четвёртом сезоне с биомеханическими конечностями, но снова был побеждён и сбежал, а Бубльгум сделала Снежному искусственное сердце. В серии «Гумбальдия» он помогал Гамбалду в войне. Дальнейшая его судьба неизвестна.

### Лич
Лич (The Lich; озвучивает Рон Перлман) — основной антагонист сериала, мёртвый волшебник. В «Смертельной оплошности» выясняется, что Лич был побеждён Билли и заточён в смоле на вершине дерева Конфетного королевства. В той же серии Лич воскрес по вине улитки, случайно попавшей в его темницу. Позже, из-за Снежного Короля, Бубльгум упала в колодец силы Лича, а сам он вселился в Принцессу. Это удалось исправить, хоть и ценой того, что Принцесса омолодилась до 13 лет. В последней серии 4-го сезона Лич вселился в Билли и обманом заставил Финна помочь ему проникнуть в измерение Призмо. Он успел загадать желание, чтобы все умерли. Финн же решил загадать, чтобы Лича никогда не существовало, из-за чего попал в свою реальность, в которой не было Войны Грибов, а сам Финн — обычный мальчик, у которого есть обычная собака Джейк. Но в следующей серии Финн овладел Ледяной короной и обезумел, из-за чего взорвалась старая мутагенная мегабомба и тот Джейк мутировал в Лича. Призмо, существо, исполняющее желания, помог Джейку сформулировать верное желание — чтобы Лич пожелал вернуть Финна и Джейка домой, после чего Лич застрял в изолированной комнате, служащей для Призмо домом. В начале 6-го сезона Лич вновь выбирался наружу, убив Призмо и разрушив межгалактическую тюрьму Цитадель, в которую попал за убийство исполнителя желаний, но благодаря Финну, обрызгавшему его живительной кровью Стража, оброс плотью и превратился в гигантского рогатого младенца, потеряв при этом память. Младенца усыновили Деревяшка и мистер Свин, назвав его Милый Сви (Sweet P, также Крошка Свин). В серии 9.13 рогатый малыш на время стал одержим рукой Лича из Фермомира, но победил её и окончательно стал добрым. В конце сериала окончил школу, а спустя тысячелетие стал огромным странником с бородой, носящим последний меч Финна.

### Граф Лимонохват
Граф Лимонохват или Лимонхват (Earl of Lemongrab; озвучивает Джастин Ройланд) — очень нервное и упрямое существо, созданное Принцессой Бубльгум. Считается членом королевской семьи, посему имеет право наследника трона Конфетного королевства. Характер графа раскрылся в первой же серии с его появлением, где выяснилось, что Бубльгум не может управлять королевством, так как стала слишком молодой, и Лимонохват унаследовал престол. При непродолжительном правлении графа в темницу попало большое количество граждан королевства, включая саму принцессу и Финна. Позже Лимонохват получил одноимённый замок, в котором не было ни одного жителя, потому что они попросту сбегали от него. Когда же принцесса пыталась научить его обращаться с конфетным человечком, граф запаниковал и пригрозил засунуть его в духовку. Для решения проблемы одиночества графа принцесса создала для него второго Лимонохвата, ничем, кроме одежды, не отличающегося от первого. После того, как Принцесса забыла в замке Лимонохвата инструкцию по созданию жизни, тот создал себе некоторое количество лимонно-конфетных человечков до того, как инструкция была стёрта из его памяти. Несколько позже Лимонохват стал править тоталитарно, растолстел, съев часть своего брата и других жителей потому, что брат во время драки разбил лимонную куклу, а в серии «Слишком стара» проглотил брата окончательно после того, как Принцесса Бубльгум забрала его «сына» Лимончика Надежды. Позже он взорвался от песни Лимончика Надежды, а Принцесса объединила двух Лимонохватов в одного, находящегося в более стабильной форме. В интернете Лимонохват получил большую известность благодаря коронной фразе «Неприемлемо!» (англ. «Unacceptable»).

### Хансон Абадир
Хансон Абадир (Hunson Abadeer; озвучивает Мартин Олсон) — отец Марселин и «совсем злой» повелитель Ночесферы (Темносферы, Nightosphere). Хансон обладает кулоном, дающим ему неограниченную силу хаотического зла, которая позволяет высасывать души его жертв. Впервые он появляется в серии «Оно пришло из Ночесферы», в которой Марселин рассказывает, что не общается с ним, потому что он как-то съел её картошку фри (это показано в серии 3.3 «Воспоминание о воспоминании»). Может поглощать души и при этом увеличиваться. Спустя некоторое время появился в серии 4.5 «Возвращение в Ночесферу», но как оказалось это была Марселин, на которую Хансон надел амулет, в надежде что дочь пойдёт по его стопам. В продолжении, «Папочкином монстрике», становится известно, как это случилось.

### Король Ооо
Король Ооо (King of Ooo, в некоторых переводах «Король Ууу»; озвучивает Энди Дейли) — обманщик, выдающий себя за единственного истинного правителя всех королевств в Ооо. Впервые появился в пятом сезоне, где он председательствовал на свадьбе Деревяшки и Свина. Это не понравилось принцессе Бубльгум и та заперла его в подземелье. В финале шестого сезона он был избран принцессой Конфетного королевства и отправил Принцессу Бубльгум в изгнание. Он оставался в этой должности в седьмом сезоне до сюжетной арки «Колья» У Короля Ооо есть помощник — сиба-ину по имени Торонто (озвучивает Пол Шеер).

### Терпеливая Святая Пим
Терпеливая Св. Пим (Patience St. Pim) — ледяной элементаль. Впервые появляется в серии «Элементаль», в которой рассказывает историю своей жизни. Однажды до Войны Грибов, встретившись в очередной раз со своими друзьями Элементалями, олицетворяющими Сладости, Слизь и Огонь, узнаёт, что мир скоро будет разрушен. В то время как остальные Элементали добровольно смирились со своей кончиной в силу того, что они всё равно переродятся в этом мире, Пим решила заморозить себя, чтобы пережить катастрофу.
Примечательно, что это не первая попытка Ледяного Элементаля избежать смерти от Кометы-катализатора: в древности Вечнозелёный в одноимённой серии 6.24 создал для этого корону, исполняющую желания, которая впоследствии окажется в руках Саймона Петрикова.
Через 1000 лет Пим нашли Ледяной Король, Финн и Джейк. Узнав, что Элементали переродились в принцесс, она решает поймать их и пробудить в них силы. Пим терпит неудачу в первой же серии своего появления, однако не отрекается от собственных планов и остаётся жить в подвале Ледяного Короля. В серии «У желейных бобов есть сила», Терпеливая успешно запустила превращение Принцессы Бубльгум в Элементаля Сладостей с помощью отправленной в Королевство Сластей огромной атакующей кристальной сущности. В течение событий сюжетной арки «Элементы», Пим также удаётся пробудить силы Принцессы Слизи и Принцессы Пламя, но слишком сильно, из-за чего все четыре Элементаля поделили земли Ооо на 4 секции, превратив почти всех жителей в версии этих элементов. Однако, далее Терпеливая пожалела об этом, так как остальные Элементали были теперь заняты своими делами и не захотели проводить с ней время. Интересно, что в новой форме Пим более сдержанная и спокойная по сравнению с её предыдущим сумасбродным нравом.

### ГОЛБ
ГОЛБ (GOLB) — воплощение хаоса и беспорядка, способное искажать, уродовать и склеивать живых существ для создания монстров, а также стирать их с лица земли. Впервые появляется в эпизоде 5.16 «Привет, Подушка», в котором он мельком встретился на пути Финна, возвращавшегося из Подушколяндии. В эпизоде 6.38 «Ты забыла свои нарукавники» мы узнаем, что однажды ГОЛБ атаковал Марс и убил жену Волшебного Чела, Марглз. Это несчастье довело его до безумия. ГОЛБ невероятно силён: настолько, что даже магия желаний Призмо не смогла вернуть Марглз назад. В серии 9.13 «Шёпот» Лич из Фермомира заявил, что является «последним учеником ГОЛБа».
ГОЛБ играет важную роль в финальной серии «Пойдём со мной», когда он был призван в Ооо в конце Великой Жвачной Войны (the Great Gum War), и с помощью своих сил слепил монстров из собравшихся конфетных воинов. После чего он проглотил Финна, Бетти и Ледяного Короля, и начал их поглощать, вернув двум последним их прежний человеческий облик. В это время жители Ооо обнаружили, что суть ГОЛБа, как воплощения хаоса, делает его уязвимым перед гармонической природой музыки, с помощью которой они и проделывают дыру до его «желудка». Финну и Саймону удалось сбежать, однако Бетти решила остаться внутри ГОЛБа вместе с короной, которая тоже вернулась к своему первоначальному свойству исполнения желаний. После нескольких неудачных попыток уничтожить ГОЛБа, Бетти загадывает силу способную сохранить Саймона живым и здоровым, из-за чего она немедленно соединяется с ГОЛБом в единую сущность. «Выплюнув» корону, Бетти-ГОЛБ покидает земли Ооо.

## Второстепенные герои
- Бетти Гроф (англ. Betty Grof; озвучивает Фелиция Дэй) — бывшая невеста Саймона Петрикова, ставшего постоянным антагонистом. Бетти и Саймон изучали древние артефакты, когда Саймон нашёл заколдованную корону и надел её, что свело его с ума, из-за чего Бетти сбежала. Она возвращается в эпизоде «Бетти», где Саймон, потеряв свои силы из-за Беллы Ноче, использовал оставшуюся магию, чтобы связаться с Бетти в прошлом. Бетти обрадовалась и прыгнула в будущее, чтобы быть с ним. Узнав, что Саймон умирает, Бетти сражается с Беллой Ноче, возвращая силы магам и превращая Саймона обратно в Ледяного Короля. С тех пор Бетти появлялась в различных эпизодах, пытаясь найти способ вернуть его к нормальному состоянию. В «Ты забыла свои нарукавники» объединяется с Волшебным Челом, для помощи в одном деле. В конце концов, эксперимент идёт наперекосяк, и Бетти крадёт силы Волшебного Чела, что превращает того в Нормального Чела и сводит Бетти с ума. Позже она крадёт корону Ледяного Короля и перепрограммирует её, чтобы вернуть Саймона. Но и это медленно убивает его, а принцесса Жвачка и Марселин отправляют свои сознания в корону, чтобы исправить ситуацию. Позже Терпеливая Святая Пим заморозила Бетти, чтобы использовать в качестве магического генератора для своих замыслов. Но в сюжетной арке «Элементы» герои забрали Бетти из обновлённого Снежного королевства, и она помогла вернуть Землю Ооо в нормальное состояние. Потом спасения Саймона от короны хотела опасно использовать Энхиридион, который Финн забрал из альтернативной вселенной, но попадает на Марс к Нормальному Челу, который приговорил её к заполнению бездонной ямы песчинками. В «Пойдём со мной» она и Нормальный Чел призывает ГОЛБа, чтобы вернуть Саймона и Марглз. Это едва не приводит к концу света.
- Билли (Billy; озвучивает Лу Ферриньо) — герой до Финна, шестипалый гуманоид метров пяти ростом. Он состарился и жил в пещере, разочаровавшись в действенности подвигов, был другом Финна и Джейка. В серии «Лич» Лич убил Билли и переселился в него, чтобы с помощью Финна попасть в измерение, в котором обитает Призмо — существо, исполняющее одно желание каждого. После Призмо подтвердил смерть Билли. Его альтернативную версию из вселенной Фермомира зовут Бобби. В эпизоде «Список самых важных дел Билли» появился на небе в виде созвездия и сообщил Финну, что его настоящий отец жив, а после выполненных тем его предсмертных желаний, упокоился с миром.
- Булка с корицей (Cinnamon Bun — Коричная плюшка) — большое круглое хлебобулочное изделие из Конфетного королевства, разносчик королевских тортов, обжора. Глуповат, имеет очень короткую продолжительность концентрации внимания и не может думать ясно, вероятно из-за того, что был недопечён (также причиной может быть травма головы, произошедшая во 2-й серии). Кажется, имеет неограниченный доступ в замке. Он также напоминает старика из-за его голоса и морщин у рта, однако, ему около 30 лет. Имеет четыре зуба. К концу 5-го сезона убежал из королевства вместе с Огненной принцессой, с тех пор живёт в Огненном королевстве. При этом его умственные и физические способности повысились, что, вероятно, вызвано тем, что он «допёкся» из-за высоких температур в королевстве.
- Волшебный Чел (Magic Man, также Нормальный Чел и Король Чел; озвучивает Том Кенни) — марсианин, брат Гроба Гоба Глоба Грода, который использует свой магический талант, чтобы нигилистически вредить другим, но не слишком сильно. Волшебный Чел когда-то был одарённым учёным и фокусником, который трагически потерял свою жену, Марглз, из-за ГОЛБа. Чтобы защитить Марс от второго пришествия ГОЛБа, он создал искусственный интеллект в честь своей жены, который планировал установить на вершине марсианского Олимпа. Однако установка сломалась, в результате чего Волшебный Чел получил моральный и эмоциональный ущерб. Он впервые показан в эпизоде «Город уродов», где он превратил Финна в огромную ногу. Он возвращается в четвёртом сезоне в «Сынах Марса», где впервые намекают на его предысторию. Он ненадолго появляется в эпизоде пятого сезона «Маленький народец» (в котором показывает Финну миниатюрных человечков) и в эпизоде шестого сезона «Джейк вездесущий» (в котором заставляет Джейка отправиться в приключение внутри себя), и выступает в качестве антагониста в эпизоде 5.33 «Сэндвич времени», крадя идеальный сэндвич Джейка. После событий «Ты забыла свои нарукавники», безумие, печаль и магия Волшебника, похоже, были переданы Бетти, невесте Саймона, превратив волшебника в Нормального Чела. В посвящённый ему серии («Нормальный Чел») он мирится со своим братом и возвращается на Марс, раскаявшийся и готовый милосердно править своими марсианскими соотечественниками. Потом появляется эпизодически. В конце сюжетной арки «Элементы» заставляет Бетти заполнять бездонную яму. А в «Пойдём со мной» вместе с ней призывает ГОЛБа для возвращения Марглз. Но помогает жителям Ооо остановить того. В конце мультсериала он окончательно успокаивается, зная что если Марглз слышит Короля Чела, то она гордится своим мужем.
- Гроб Гоб Глоб Грод (Grob Gob Glob Grod; также озвучивают Том Кенни, Том Гэммилл, Мелисса Вильясеньор и Мигель Феррер) — четырёхголовое божество с Марса, брат (братья) Волшебного Чела. Каждая из его голов имеет свой разум и один из них, Глоб, чаще всего почитается как бог в Земле Ооо. После частого упоминания они были впервые представлены в эпизоде четвёртого сезона «Сыны Марса», в котором пытаются забрать Волшебного Чела обратно на Марс, чтобы судить за его преступления. Гроб Гоб Глоб Грод снова появляются в эпизоде шестого сезона «Астральный план», когда, защищая марсиан, сталкиваются с падающим космическим кораблём Мартина Мёртенса, приняв за Комету-катализатор. В эпизоде восьмого сезона «Нормальный Чел» выясняется, что они пережили столкновение, и их головы теперь находятся на орбите вокруг Земли. В том же эпизоде, наконец, примиряются с Волшебным Челом.
- Гусь-Выбирусь (Choose Goose, также Рифмо-гусь) — продавец в волшебной лавке. Выглядит, как кукла кукловода. В качестве оплаты иногда предлагает выполнить задание (например, развлечь его). В серии «Финн Парнишка», где изображена альтернативная история мира без Лича, является человеком по имени Брюс-Выбирусь (Choose Bruce). В «Элементах» стал ледяным и служил Терпеливой Св. Пим.
- Деревяшка (Tree Trunks, также Хоботок; озвучивает Полли Лу Ливингстон) — жёлтая слониха размером с мини-пига. Благодаря мягкому «домашнему» характеру воспринимается как бабушка Финна и Джейка. Живёт в розовом домике в лесной чаще. Обожает яблоки и умеет готовить вкуснейшие яблочные пироги. В серии 1.4 съела хрустальное яблоко, после чего, как выяснилось из серии 2.8 «Сила кристаллов», стала Кварцеоной (Quartzion) — царицей кристаллов. В 4-м сезоне она страстно влюбилась в мистера Свина (Mr. Pig). В «Элементах» стала сладкой. В эпизоде 10.6 «Кольцо огня» вспоминает своё бурное прошлое. В конце сериала показывает пирог на поле с начерненными кругами, очевидно, для своих инопланетных деток из эпизода 8.4 «Повышенная странность».
- Колдунья-охотница (Huntress Wizard; озвучивает Дженни Слейт) — обитательница леса. С эпизода 7.25 «Чары флейты» — возлюбленная Финна.
- Король Червь (King Worm) — гигантский червяк с короной, правящий всеми червяками. Может управлять снами, превращая их в переливчатое непонятное зрелище и питаясь жизненной силой спящих. Из таких снов трудно выбраться. Однако кошмары убивают его: если сон засорён страхами, червь взрывается. Также способен подчинять бодрствующих людей. Впервые появился в конце серии 1.12 «Выселены!», присутствовал на протяжении всей серии 4.18 «Король Червь».
- Космическая сова (Cosmic Owl) — существо, похожее на полупрозрачную жёлтую большую сову. Может появляться в снах по собственному желанию, при этом сон становится вещим по принципу самоисполняющихся пророчеств. Дружит с Призмо. Любит настольные игры.
- Леди Ливнерог (Lady Rainicorn — Леди Радугарог в переводе SDI Media; озвучивает Ники Янг, в пилотной серии — Ди Брэдли Бейкер) — гибрид радуги и единорога, подруга Принцессы Жвачки, возлюбленная, а потом жена Джейка. Умеет летать и изменять цвета предметов волшебным лучом. Говорит на корейском языке, однако Джейк, Принцесса Бубльгум и другие ливнероги без труда понимают её. В официальном дубляже её и не переводят. В одной серии Финн и Джейк добывают ей переводчик, в котором самое нормальное озвучивание — голос старика. Джейк прокомментировал это фразой: «Теперь я вспомнил, почему я его тогда утопил». У её родителей страсть к экзотическим блюдам, в том числе — человеческой плоти (поскольку люди в Ооо считаются вымершими животными), хотя они признаются, что никогда не пробовали и узнали о вкусе от других ливнерогов. Сама Леди настроена по отношению к Финну очень дружелюбно. В одной из серий 4-го сезона призналась Финну, Принцессе Бубльгум и Джейку, что беременна, после чего родила 5 детей: Чарли, Т. В., Виолу, Джейк-младшую и Ким Кил Вана(потом они выросли и стали жить своими жизнями: Чарли научилась секретами "Карточными Войнами", что та помогла своему отцу справиться с проблемой его 20-летнего возраста; Т. В. в конце сериала взялся за ум, и продолжил дело Джошуа и Маргарет, в роли детектива; а Ким Кил Ван - занялся продажей недвижимости, что тот стал богатым). В «Элементах» стала Леди Огнерог, потом Леди Сладкорог.
- Мартин Мёртенс (Martin Mertens; озвучивает Стивен Рут) — бездельник и мошенник, отец Финна. Как показано в мини-сериале «Острова», Мартин был жителем Острова Основателей, который влюбился в Минерву и вырастил вместе с ней Финна. Но был вынужден бежать в Ооо, взяв с собой Финна. Он Мартин оставил сына в плоту, спасая от Стража острова. Впоследствии был заключён в Кристальную цитадель за совершение некоего «космического преступления». Финн и Джейк освобождают его в эпизоде «Побег из Цитадели», хотя Мартин больше заинтересован в побеге, чем в воссоединении с сыном. В конце концов ему удаётся сбежать из тюремного измерения вместе с другими преступниками. Попытка Финна остановить их приводит к потере правой руки. Мартин ненадолго оказался в Ооо в «Госте» после того, как его неисправный космический корабль был перенаправлен на Землю жертвой Гроба Гоба Глоба Грода. Мартин использует Финна и дружественную цивилизацию, чтобы покинуть планету в спасательной капсуле космического корабля. После несчастного случая на другой планете во «В бегах», когда он улетел на гигантском космическом мотыльке, Мартин помогает Финну в «Комете», прежде чем выбрать к новую форму существования. В то же время заглаживает вину перед сыном, зная, что, хотя они никогда не сойдутся во взглядах, но уважают друг друга. В 1-й серии «Далёких земель» появился персонаж по имени Мистер М, озвученный тем же актёром. Вероятно, это и есть новая форма Мартина, сохранившая его невысокий моральный уровень.
- Мэнфрид (Manfried) — придворный глашатай в замке принцессы Бубльгум. Это зелёная в красную полоску лошадка-пиньята. Говорит высоким тонким голоском. Боится, что когда-нибудь его побьют и выпотрошат внутренности — конфеты и сахар. В последнем сезоне раскрывается, что Мэнфрид не кто иной как заколдованная по ошибке Гамбалда тётя Лолли (Lolly). После расколдования Принцессой Пупырчатого Королевства, она помогает двум своим расколдованным родственникам отомстить Боннибель за превращение в глупых конфетных жителей (в конце концов Гамбалд опять стал Миской пунша (Punch Bowl), а Чикл (Chicle)— Кранчи). В конце сериала налаживает отношения с Боннибель и теперь правит вместе с ней.
- Мятный лакей (Peppermint Butler — Мятный дворецкий; озвучивает Стив Литтл, юный Мятный лакей — Мейс Монтгомери Мискель) — главный придворный слуга Принцессы Бубльгум и помощник в её научных опытах. Выглядит как большая белая мятная конфета с красными полосками по краям и в синем фраке. Преданно служит в Королевском дворце. Также имеет связи с миром мёртвых, Смертью и Хансоном Абадиром, поклонник Короля Вампиров, убитого Марселин. Весьма скрытный, двуличный и интересный персонаж. Играл с вышеперечисленными в гольф. В узких кругах известен как «Тёмный». В конце сериала, во время конфликта конфетных народов, он впал в детство из-за магической жидкости Гамбалда. В 4-й серии «Далёких земель» пытается вернуть свои магические способности.
- Пламенная Принцесса (Flame Princess; также Огненная Принцесса, Принцесса Пламя; озвучивает Джессика Ди Чикко) — принцесса Огненного королевства. Она впервые появилась в 26-й серии третьего сезона, когда Джейк решил подыскать Финну девушку вместо отвергнувшей его Принцессы Бубльгум. Ровесница Финна. Отец держал её в лампе до прихода Джейка и считал её злой. Пламенная Принцесса опасна для жителей Ооо, поскольку создаёт огонь и плохо контролирует его. Она очень вспыльчива и может причинять боль другим существам без угрызений совести. Языки пламени, которые она создаёт, связаны с ней, и, если их потушить, ей будет больно. Финн влюбился в Пламенную Принцессу практически с первого взгляда, но, поскольку они не могут безболезненно прикоснуться друг к другу, Принцесса решила, что им не суждено быть вместе. Она считает, что Финн — водный элементаль, потому что видела его плачущим. Однако в последующих сериях Финн и Пламенная Принцесса стали регулярно встречаться. Их первый поцелуй произошёл в 16-й серии 4-го сезона. Её отец, Король Огненного Королевства, всё время шепчет ей: «Зло!», утверждая, что она злая. В серии «Мороз и пламя» Принцесса рассталась с Финном из-за того, что он обманом натравил её на борьбу со Снежным Королём, а в серии «Земля и вода» свергла своего отца и стала новым правителем Огненного Королевства, а также помирилась с Финном с условием, что он будет с ней абсолютно честен. В этой же серии показана причина вражды с отцом. Король, испугавшись пророчества о своём свержении, приказал своему слуге унести маленькую принцессу в Ооо. Там она многое сожгла, но Принцесса Бубльгум вернула её в родное королевство с требованием держать в узде, и в результате её заперли в лампе. Однако в 47-й серии 5-го сезона говорилось, что они с Финном окончательно расстались, так как она ему постоянно напоминала об этом, когда он пытался дотронуться до неё или снова привлечь её внимание. В конце этой же серии Коричная Плюшка, который недавно стал её рыцарем, сказал, что любит её, а Финн покинул королевство. В серии 6.22 «Охладитель» выяснилось, что её зовут Фиби (Phoebe). В серии «Bun Bun» Принцесса окончательно простила Финна. Является племянницей покойного предыдущего правителя Огненного Королевства. В «Элементах» превратилась в гневного дракона, из-за чего от неё ушёл Булка с корицей, к концу сюжетной арки стала сладкой.
- Призмо (Prismo) — существо, обитающее в Комнате Времени. Является сном старика, живущего в доме на острове в виде перевёрнутой утки. Выглядит, как розово-красная двухмерная проекция человека с голубыми глазами. Может исполнять желания существ, но лишь по одному желанию на каждого, а также свои мелкие желания, вроде банки огурцов или миски с крекерам (в неограниченном количестве). Чужие желания исполняет зачастую с иронией (ссылаясь на «обезьянью лапку»). Некоторые исполняемые им желания способны кардинально переписать историю и, по собственному заявлению, «испарить потенциальные миры». Его сила имеет и пределы, например, он не может повлиять на ГОЛБа (о чём просил Саймон в конце сериала, явно, чтобы вернуть Бетти). Дружит с Космической совой, после серии «Финн-парнишка» — с Джейком. Убит Личем в первой серии шестого сезона. В серии «Ты ли это?» возвращён к жизни с помощью Джейка по плану самого себя из прошлого.
- Принцесса Слизь (Slime Princess) — принцесса в форме капли слизи. Имеет такую же корону, как и у Жвачки. Когда Снежный Король назвался Нежным, она первой обратила на него внимание. В «Узниках любви» хотела выйти замуж за Финна, но Джейк избавил его от неё, наврав, будто он постоянно мочит в штаны. В «Элементах» стала королевой Королевства Слизней, увеличилась в размере и поглощала победителей соревнования на роликовых коньках.
- Принцесса Хот-дог (Hot Dog Princess) — принцесса, похожая на сосиску с мордочкой пекинеса с короной на голове. Живёт в будке. Одна из серий посвящёна её подданным, из которой зрители узнают, что они не из самых умных. В основном её можно увидеть как пленницу Снежного Короля, и как принцессу-подругу на вечеринках. Размером намного больше своих слуг. В «Элементах» превратилась в слизевую версию.
- Принцесса Черепаха (Turtle Princess) — принцесса, у которой такая же корона, как и у Принцессы Жвачки и Принцессы Слизь. Её часто можно увидеть в сериях в библиотеке. Характер пессимистичный. В серии «Попался!» выступала как лучшая подруга Принцессы Пупырчатого королевства. В «Элементах» стала слизевой. В конце сериала Ледяное Существо (Гантер) женилось на ней.
- Принцесса Ягода (Wildberry Princess — Принцесса Дикая Ягода) — принцесса в виде огромной малины с лицом, ручками и ножками. У неё есть небольшая золотая корона с красным камнем на вершине её стебелька. Её часто можно встретить на вечеринках во дворце принцессы Бубльгум, так и пленницей Ледяного Короля (серии «Узники любви» и «Взгляд лошади»). Принцесса Ягода может сбросить свои ягоды с тела. Если она делает это, то становится похожа на вишню, но по её словам, «это медицинское состояние». Неизвестно, может ли она контролировать эту способность. В серии «Джейк против Ми-Мяу» она заявила, что ей нужно в больницу после того, как её ягоды сбросились. В одной из серий Ледяной Король назвал её «Принцесса Внизголовая». В «Элементах» стала слизевой.
- Сильная Сьюзен (Susan Strong) — высокая мускулистая девушка, впервые представленная в одноимённой серии 2.18, где она обитала в подземелье. Носит синий комбинезон и шапку в виде кота, скрывающую, как выяснилось в 7-м сезоне, небольшой кибернетический мозговой имплант. Является человеком, в отличие от других представителей её племени в Ооо, которые под шапками, выполненными в виде зверей, скрывают жабры. Сначала довольно плохо говорит и предпочитает язык своего племени, но потом, в серии 3.14 «Красотопия» стала говорить немного лучше. В серии её появления Финн принял за имя «Сьюзен» попытки повторить слово «солнце» (англ. sun). В цикле «Острова» выяснилось, что её настоящее имя — Кара (Kara) и она житель государства людей, ловец X-J-7-7, отправленная Доктором Гросс (Dr. Gross) на поиски сбежавшего с Финном Мартина Мёртенса. Но в Ооо Кара почему-то потеряла память (тогда же на Острове Основателей всё пошло кувырком из-за «эпидемийного геноцида», начавшегося после экспериментов Доктора Гросс, в том числе перевелись другие ловцы). В конце «Островов» вспомнила всё и осталась на Острове Основателей с близкой подругой Фридой. А в финале сериала вернулась на Землю Ооо вместе с той.
- Улитка — главное пасхальное яйцо сериала, появляется во всех эпизодах десяти сезонов, кроме «Пищевой цепочки» (6.7), чаще всего на заднем плане, приветливо помахивая рукой. Но активно действует лишь в двух сериях: в «Смертельной оплошности» (2.25) выпускает Лича из заточения (после чего до конца 4-го сезона была одержима им), а в конце «По твоим следам» (4.7) получает для него Энхиридион.